# Ротов, Николай Николаевич (музыкант)
Николай Николаевич Ротов (творческий псевдоним «Коля ROTOFF», род. 28 марта 1979, Ижевск, СССР) — радиоведущий, шоумен, актёр, экс-басист групп «Курара» и «Смысловые галлюцинации».

## Биография

### Ранние годы
Николай Ротов родился 28 марта 1979 года в Ижевске, в театральной семье. Музыкой занимался с 8-го класса — сначала поступил в кружок игры на гитаре, затем в музыкальную школу по классу гитары к Протодьяконову В. И. В старших классах начал играть в рок-группе «Кома» как барабанщик. В 1995 году в Ижевском клубе «Pink House» прошёл небольшой фестиваль, в котором участвовала группа Ротова. Хэдлайнером на этом фестивале выступила группа из Екатеринбурга «Смысловые галлюцинации».

### Университет и начало карьеры
После школы поступил в Екатеринбургский государственный театральный институт, где познакомился с Олегом Ягодиным и Юрием Облеуховым. В 2000 году они вместе создали рок-группу «Курара», которая изначально носила название «Шаманны». Ротов присоединился к коллективу сразу после службы в армии. В «Кураре» играл на бас-гитаре до 2008 года.
В 2007 году у Ротова появился собственный музыкальный проект — «Ботаники». На открытии новой концертной площадки «Tele-Club» «Ботаники» «разогревали» «Bloodhound Gang».

### MTV
После института работал журналистом и виджеем на телекомпании «ЭраТВ», которая ретранслировала MTV Russia.

### «Смысловые галлюцинации»
В 2008 году Николай Ротов получил предложение от директора группы «Смысловые галлюцинации» Олега Гененфельда и стал бас-гитаристом группы вплоть до распада группы в 2017 году. В качестве бас-гитариста участвовал в записи альбомов «Сердца и моторы», «Сделано в темноте», а также нескольких синглов.

### ROTOFF
В 2009 году с появлением песни «Басков — не козёл!» возобновился сольный проект Ротова, который стал называться ROTOFF. В съёмке клипа принял участие Михаил Горшенёв.
Вскоре вышел альбом «Жизнь удалась!». Характеризуя его, Денис Ступников писал:

С выбором тем для своих историй Николай Ротов явно проблем не испытывает. Быт подмосковных проституток, экзамен в автошколе, нищенское прозябание музыкантов «модной группы», похмелье после бурно проведенной вечеринки в клубе «16 Тонн» — кто бы мог подумать, что обо всём этом житейском соре можно сочинить танцевальные песни. Оказывается, можно — и даже довольно смешно. В качестве подручных средств Ротов также использует всё, что попадается под руку. — KM.RU
Практически на все песни этого альбома были сняты клипы. Хитами интернета стали треки «Да! Да! Да!», в котором снялась Настя Задорожная, «Глаза странного цвета», «Звезда Геленджика» и другие, включая рождённую ещё в «Ботаниках» песню «Звезда».
ROTOFF просуществовал в виде дочернего проекта «Смысловых галлюцинаций» вплоть до 2016 года.
Обновлённый коллектив получил новое название «Коля ROTOFF и Ансамбль Уральской Грусти им. П. П. Бажова».
В мае 2014 года Ротов опубликовал записанный с Олегом Гаркушей клип на песню «Плохо-хорошо», которая была впервые представлена на фестивале «Нашествие».
30 ноября 2018 года проект «Коля ROTOFF и Ансамбль Уральской Грусти им. П. П. Бажова» выпустил второй студийный альбом под названием «Дольче витта», который вместил все неизданные ранее треки.
Альбом получил неоднозначные оценки критиков:

В итоге альбом с прекрасной обложкой получился очень неровным, остроумные шутки здесь соседствуют с нелепыми и грубоватыми, а стилистика песен мечется между дворовым шансоном и поп-панком. Речитатив в «Человеке-пауке» напоминает манеру группы «Кирпичи», а в «Ich liebe dich» неплохо звучит аранжировка в духе «советского синти-попа».
— Алексей Мажаев, InterMedia

## Другие проекты
Ротов работает ведущим мероприятий. С сентября 2017-го является ведущим утреннего шоу «Ротов, подъём!» на «Нашем радио Екатеринбург».

## Дискография
С группой «Курара»:
- Здравствуйте, дети! (2004, Alex Records)
- Ленин Day. Концерт в Коляда-театре (2005, Интернет-релиз)
- Курара (2006, Мистерия Звука)
- Концерт в Коляда-театре [feat. DJ Холкин] (2007, Интернет-релиз)
- Механизмы (2008, Navigator Records)

С группой «Смысловые галлюцинации»:
- «Сердца и моторы»
- «Сделано в темноте»

Сольные альбомы:
- 2011 — Жизнь удалась[6][12][13]
- 2018 — Дольче вита[14][15][16][17]

Синглы:
- Человек-Паук
- Всё для тебя
- Плохо Хорошо

Сборники:
- Made in Ural-1
- Made in Ural-2

## Фильмография
- «Рекомендация» (короткометражный) — реж. Семён Гальперин[18][19]